# Carl Schmidt
Carl Ernst Heinrich Schmidt (em russo:  Карл Ге́нрихович Шмидт), também conhecido na Rússia como Karl Genrikhovich Schmidt (Jelgava, 13 de junho de 1822 — Tartu, 27 de fevereiro de 1894), foi um médico e químico russo de origem germano-báltica.
Determinou as formas típicas de cristalização de diversos compostos bioquímicos tais como ácido úrico, ácido oxálico e seus sais, ácido láctico, colesterol, estearina, etc. Analisou fibras musculares e quitina. Mostrou que os constituintes das células animais e vegetais são quimicamente similares e estudou reações de albuminato de cálcio. Estudou fermentação alcoólica e a química do metabolismo e da digestão. Descobriu o ácido clorídrico no suco gástrico e sua interação química com a pepsina. Estudou a bile e o suco pancreático. Alguns de seus trabalhos foram feitos em parceria com Friedrich Bidder. Estudou alterações químicas do sangue associadas com cólera, disenteria, diabetes mellitus e intoxicação por arsênico.
Schmidt obteve o doutorado em 1844 na Universidade de Giessen, orientado por Justus von Liebig. Em 1850 foi nomeado professor de farmácia na Universidade de Tartu, e em 1851 professor de química na divisão de matemática e física da Universidade de Tartu. Em 1873 tornou-se membro correspondente da Academia de Ciências de São Petersburgo, atual Academia de Ciências da Rússia. Em 1894 foi presidente da Sociedade Naturalista da Estônia.